# Aeroportul Del Norte County
Aeroportul Del Norte County (IATA: CEC, ICAO: KCEC, FAA LID: CEC) este un aeroport din California, Statele Unite ale Americii ce deservește zona Crescent City⁠(d). Aeroportul a fost tranzitat în 2019 de 18.288 de pasageri.
Situat la o altitudine de 19 m, aeroportul dispune de 2 piste.

## Infrastructură

### Piste
Aeroportul dispune de 2 piste. Pista 12/30 are suprafața de asfalt și dimensiunile 5.000 picioare × 150 picioare. Pista 18/36 are suprafața de asfalt și dimensiunile 5.001 picioare × 150 picioare. 